# Pustularia (chi ốc biển)
Pustularia  là một small chi của ốc biển cỡ trung bìnhs hoặc cowries, là động vật thân mềm chân bụng sống ở biển trong họ Cypraeidae, họ ốc sứ.
These ốc biển are found dọc theo bờ biển của Đông Phi, Úc, Hawaii, Philippines, Biển Đỏ và ở vùng hải vực Ấn Độ Dương-Thái Bình Dương.

## Các loài
Các loài trong chi Pustularia gồm có:
- Pustularia bistrinotata Schilder & Schilder, 1937
  - Pustularia bistrinotata bistrinotata  Schilder, F.A. & M. Schilder, 1937 Twice-triple-spotted cowry
  - Pustularia bistrinotata keelingensis Schilder, F.A. & M. Schilder, 1940 
  - Pustularia bistrinotata mediocris  Schilder, F.A. & M. Schilder, 1938 <:small> Mediocre bistrinotata
- Pustularia bolarioides

-Pustularia sundaica
- Pustularia tessellata
- Pustularia vesiculosa
- Pustularia violaceonigra